# Gösta Jönsson-Frändfors

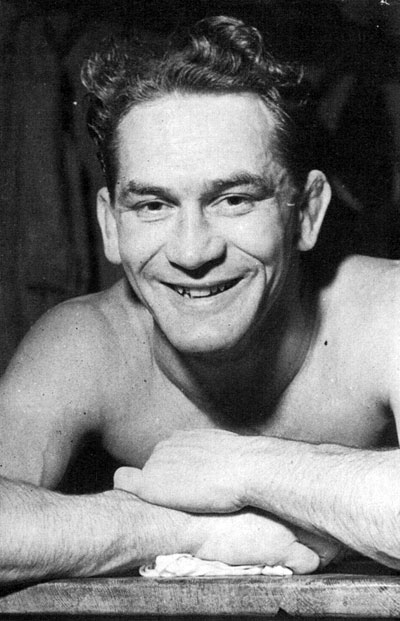
Gösta Jönsson-Frändfors (1947)

Gösta Jönsson-Frändfors (* 25. November 1915 in Stockholm; † 8. August 1973 in Huddinge, Stockholm) war ein schwedischer Ringer. Er gewann bei den Olympischen Spielen 1936 und 1948 jeweils eine Medaille im freien Stil. Außerdem wurde er 1947 Europameister im griechisch-römischen Stil.

## Werdegang
Gösta Valdemar Jönsson-Frändfors begann als Jugendlicher in Stockholm mit dem Ringen. Sein erster Verein war Huddinge BK (Brottning-Klub). Später rang er auch für den BK Athén Stockholm und ab 1940 für den Brandkårens BK Stockholm. Er war sehr vielseitig und hatte sowohl im freien Stil, als auch im griechisch-römischen Stil viele Erfolge. Von Beruf war er Feuerwehrmann.
Im Jahre 1935 wurde er im Alter von 20 Jahren erstmals schwedischer Meister und zwar im freien Stil im Federgewicht. Bis zu seinem Karriereende 1950 gewann er dann noch 22 weitere schwedische Meistertitel in beiden Stilarten in den Gewichtsklassen Feder-, Leicht- und Weltergewicht.
1935 begann auch die internationale Laufbahn von Gösta Jönsson-Frändfors. Er wurde bei der Europameisterschaft im freien Stil in Brüssel im freien Stil eingesetzt. Dort musste er jedoch noch Lehrgeld bezahlen, denn er verlor beide Kämpfe, die er bestritt, allerdings hatte er mit Kustaa Pihlajamäki aus Finnland und Ferenc Tóth aus Ungarn zwei absolute Spitzenringer zu Gegnern.
Bei den Olympischen Spielen 1936 in Berlin rang er wieder im freien Stil im Federgewicht. Er siegte dort über Nevill Hall aus Südafrika, Marco Gavelli aus Italien, Josef Böck aus Deutschland, Mitsuo Mizutani aus Japan und John Pettigrew aus Kanada. Gegen Francis Millard aus den Vereinigten Staaten verlor er. Er gewann damit die Bronzemedaille.
1937 war Gösta Jönsson-Frändfors bei der Europameisterschaft in München im freien Stil erstmals im Leichtgewicht am Start. Er besiegte in München John Wood aus England, Hermanni Pihlajamäki aus Finnland und Fritz Vordermann aus der Schweiz, verlor aber im Finale gegen Heinrich Nettesheim aus Deutschland. Er kam damit auf den 2. Platz.
1938 und 1939 fanden wegen der brisanten politischen Lage keine Europameisterschaften im freien Stil mehr statt, nur mehr im griechisch-römischen Stil, für die sich Gösta Jönsson-Frändfors beiden schwedischen Meisterschaften nicht qualifizieren konnte. Er konnte deshalb seine internationale Ringerkarriere erst nach dem Zweiten Weltkrieg fortsetzen. Das war für ihn sehr bedauerlich, denn er verpasste damit 1940 und 1944 die Gelegenheit bei weiteren Olympischen Spielen erfolgreich zu sein.
1946 fanden die Europameisterschaften im freien Stil in seiner Heimatstadt Stockholm statt. Er startete dort im Leichtgewicht und besiegte Karoly Ferencz aus Ungarn, Jerome Riské, Belgien, Hermann Baumann aus der Schweiz und Lauri Kangas aus Finnland. Im Endkampf verlor er gegen Celal Atik aus der Türkei und kam auf den 2. Platz.
Den ersten Titelgewinn bei einer internationalen Meisterschaft konnte Gösta Jönsson-Frändfors im Jahre 1947 bei der Europameisterschaft in Prag im griechisch-römischen Stil feiern. Im Leichtgewicht besiegte er dort August Hojrup aus Dänemark, Egil Solsvik aus Norwegen, Johannes Munnikes aus den Niederlanden, Marcel Lejeune aus Frankreich und Armenak Jaltyrjan aus der Sowjetunion.
Bei den Olympischen Spielen 1948 in London beendete er dann seine internationale Ringerlaufbahn mit dem Gewinn der Silbermedaille im freien Stil im Leichtgewicht. Er siegte dabei über Laszlo Brazsi aus Ungarn, A. Ries aus Südafrika, William Koll aus den Vereinigten Staaten und Hermann Baumann. Im Kampf um die Goldmedaille musste er sich Celat Atik geschlagen geben.

## Internationale Erfolge
| Jahr | Platz  | Wettbewerb      | Stil | Gewichtsklasse | Ergebnisse |
| 1935 | 7.     | EM in Brüssel   | F    | Feder          | nach Niederlagen gegen Kustaa Pihlajamäki, Finnland und Ferenc Tóth, Ungarn |
| 1936 | Bronze | OS in Berlin    | F    | Feder          | nach Siegen über Nevill Hall, Südafrika, Marco Gavelli, Italien, Josef Böck, Deutschland, Mitsuo Mizutani, Japan und John Pettigrew, Kanada und einer Niederlage gegen Francis Millard, USA |
| 1937 | 2.     | EM in München   | F    | Leicht         | nach Siegen über John Wood, England, Hermanni Pihlajamäüki, Finnland und Fritz Vordermann, Schweiz und einer Niederlage gegen Heinrich Nettesheim, Deutschland                              |
| 1946 | 2.     | EM in Stockholm | F    | Leicht         | nach Siegen über Karoly Ferencz, Ungarn, Jerome Riské, Belgien, Hermann Baumann, Schweiz und Lauri Kangas, Finnland und einer Niederlage gegen Celal Atik, Türkei                           |
| 1947 | 1.     | EM in Prag      | GR   | Leicht         | nach Siegen über August Hojrup, Dänemark, Egil Solsvik, Norwegen, Johannes Munnikes, Niederlande, Marcel Lejeune, Frankreich und Armenak Jaltyrjan, UdSSR                                   |
| 1948 | Silber | OS in London    | F    | Leicht         | nach Siegen über Laszlo Brazsi, Ungarn, A. Ries, Südafrika, William Koll, USA und Hermann Baumann und einer Niederlage gegen Celal Atik                                                     |

Erläuterungen
- F = freier Stil, GR = griechisch-römischer Stil
- Federgewicht, Gewichtsklasse damals bis 61 kg, Leichtgewicht, bis 66 bzw. 67 kg und Weltergewicht, bis 74 kg Körpergewicht
- OS = Olympische Spiele, EM = Europameisterschaft